# 미나미비후카역
미나미비후카역(일본어: 南美深駅)은 일본 홋카이도 나카가와 군 비후카정에 있는 홋카이도 여객철도 소야 본선의 역이다. 역 번호는 W53이다.

## 역 구조
단선 승강장 1면 1선의 구조를 가진 지상역이며, 승강장은 선로의 북쪽에 존재한다.

## 이용 현황
- 1992년도 기준 하루 이용객수 26명.

## 역 주변
- 국도 제40호선

## 인접 역
| 홋카이도 여객철도 소야 본선 | 홋카이도 여객철도 소야 본선 | 홋카이도 여객철도 소야 본선 |
| --------------------------- | --------------------------- | --------------------------- |
| W52 지호쿠 아사히카와 방면  | ■ 소야 본선                 | 비후카 W54 왓카나이 방면    |